# René Spitz
René Spitz (* 1968 in Rheinbach) ist ein deutscher Designwissenschaftler und Kommunikationsberater.

## Leben
Spitz absolvierte ein Studium der Alten Geschichte, Mittleren und Neueren Geschichte, Germanistik und Kommunikationswissenschaft an der Ludwig-Maximilians-Universität in München und an der Universität zu Köln. Er wurde dort 1997 an der Philosophischen Fakultät mit einer Arbeit über die politische Geschichte der Hochschule für Gestaltung Ulm promoviert. Die Alfried Krupp von Bohlen und Halbach-Stiftung, Essen, förderte die Veröffentlichung der Dissertation in einer überarbeiteten Fassung. Sie wurde u. a. rezensiert in form 183/2002, l'architecture d'aujourd'hui 342/2002, design report 6/2002, Frankfurter Rundschau 18. April 2002, Deutschlandfunk Büchermarkt 21. Juli 2002, form + zweck 20/2003, print 57/2003, Tagesspiegel 18. September 2003 und agglutinations.com, 2. Dezember 2003.
Von 1988 bis 1991 war er Partner in der Münchner Werbeagentur Oesterle, Spitz und Jaeger und arbeitete auf Empfehlung des Corporate-Identity-Beraters Otl Aicher u. a. für das Unternehmen durst, Brixen (Südtirol).
Seit 1994 veröffentlicht Spitz Designkritiken, darunter mehr als 470 Beiträge im Hörfunkprogramm des WDR, als Kolumnist der Fachzeitschrift md Interior Design Architecture, sowie gelegentlich in der Frankfurter Allgemeinen Zeitung, in der Designzeitschrift form und in der österreichischen Kunstzeitschrift Parnass. Seit 2002 hat er mehrere Lehraufträge über Designgeschichte, -theorie und -kritik übernommen, u. a. an der Bergischen Universität Wuppertal, der Fachhochschule Düsseldorf und der Rheinischen Fachhochschule Köln, sowie Vorträge über die gesellschaftliche Verantwortung des Designers u. a. an der Columbia University, New York, der Parsons School of Design, New York, der University of Johannesburg, der Xi’an Academy of Fine Arts (XAFA) und in Jerusalem gehalten.
Von 1998 bis 2014 arbeitete er als Partner in der Unternehmensberatung rendel & spitz, Köln. In den Jahren 2001 bis 2006 bot das Bürogebäude (Architekten: b&k + / Arno Brandlhuber, Bernd Kniess), das schmalste Haus Kölns, im Erdgeschoss Raum für Installationen während der Kölner Möbelmesse IMM im Rahmen des sogenannten Passagen-Programms. Daran beteiligten sich u. a. die Designer und Architekten Konstantin Grcic (München), Johanna Grawunder (Los Angeles), Timo Salli (Helsinki), Ross Lovegrove (London), Greg Lynn (Los Angeles), Tokujin Yoshioka (Tokio), Andrea Branzi (Mailand), Ronan & Erwan Bouroullec (Paris) und Stefan Ytterborn (Stockholm). Die Pinakothek der Moderne in München hat die Raumskulptur Greg Lynns aus der Installation 2002 sowie zwei der insgesamt sechs ausgestellten „rocher“ der Brüder Ronan und Erwan Bouroullec aus der Installation 2003 in ihre permanente Sammlung aufgenommen.
2003 berief ihn das Internationale Forum für Gestaltung (IFG) Ulm in den Fachbeirat. Von 2004 bis 2007 amtierte er als dessen Vorsitzender und verantwortete in dieser Zeit die programmatische Neuausrichtung des IFG Ulm. Gemeinsam mit den Fachbeiräten Ruedi Baur (Zürich/Paris), Christopher Dell (Berlin), Bernd Kniess (Köln/Hamburg), Klaus K. Loenhart (München/Graz), Regula Stämpfli (Brüssel), Dieter Bosch (Stuttgart) und Heinz H. Hahn (Neu-Ulm) entwickelte er die sogenannten Hearings und das Förderprogramm Designing Politics - The Politics of Design des IFG Ulm. Teilnehmer der Hearings bzw. Redner waren u. a. John Maeda (Cambridge, Mass.), Jean-Philippe Vassal (Paris) und Peter Sloterdijk (Karlsruhe).
Gemeinsam mit Martin Rendel war er von 2008 bis 2014 als Kurator verantwortlich für Ausstellungen u. a. im Haus der Gegenwart, München, Neuen Museum Nürnberg, Museum für Angewandte Kunst Köln, Dortmunder U, Museum für Völkerkunde Hamburg und Today Art Museum, Peking. 2015 kuratierte er die Ausstellung SYSTEM DESIGN. Über 100 Jahre Chaos im Alltag/Over 100 Years of Chaos in Everyday Life im Museum für Angewandte Kunst Köln.
Seit 2015 lehrt und forscht er an der RFH Rheinische Hochschule Köln als Professor für Designwissenschaft, Designmanagement und Kommunikationsmanagement. Seit 2019 leitet er dort den Studiengang Mediendesign (Bachelor of Arts). Seit 2022 ist er Mitglied des Senats der Hochschule.
2021 wurde Spitz in den Vorstand der iF Design Foundation berufen, seit 2025 ist er dessen Stellvertretender Vorsitzender.

## Ausstellungen (Auswahl)
- SYSTEM DESIGN. Über 100 Jahre Chaos im Alltag/Over 100 Years of Chaos in Everyday Life: Museum für Angewandte Kunst Köln, 2015
- Unsichtbare Dinge, kuratiert gemeinsam mit Martin Rendel und Wu Xuefu: Museum für Völkerkunde Hamburg, 2014
- Invisible Things, kuratiert gemeinsam mit Martin Rendel und Wu Xuefu: Today Art Museum, 2013
- Reihenhausmannskost, kuratiert gemeinsam mit Martin Rendel: Dortmunder U, 2011; Museum für Angewandte Kunst Köln, 2011
- Nachbarschaft, kuratiert gemeinsam mit Martin Rendel: BMW-Welt München, 2010; Neues Museum Nürnberg, 2010
- In deutschen Reihenhäusern, kuratiert gemeinsam mit Martin Rendel: Haus der Gegenwart München, 2008; Museum für Angewandte Kunst Köln, 2010; Museum für Völkerkunde Hamburg, 2011

## Auszeichnungen (Auswahl)
- Nominierungen für den Designpreis der Bundesrepublik Deutschland, Frankfurt am Main 2002 und 2004
- core design award, Stockholm 2001
- iF Design Award, Hannover 2002
- red dot award: best of the best Communication Design, Essen 2001
- red dot award Communication Design, Essen 2001 und 2002
- DDC award, Frankfurt am Main 2001
- Berliner Type, Berlin 2001
- Erster Deutscher Preis für Kommunikationsdesign, Essen 1993

## Veröffentlichungen (Auswahl)
- Public Value und Designstudium 2025, hg. von Christoph Böninger, Annette Diefenthaler, Fritz Frenkler, Karenina Schröder und René Spitz für die iF Design Foundation, Hannover 2025 (PDF) https://www.if-designfoundation.org/wp-content/uploads/2025/04/Public-Value-und-Designstudium-2025-DIGITAL_final.pdf.
- Emanzipation von der Kunst, in: Frankfurter Allgemeine Zeitung, Nr. 108/10. Mai Oktober 2025, S. Z5.
- Monobloc, in: Hans Leo Höger (Hg.): Updating Roland Barthes‘ Mythologies. Positionen aus Design, Architektur und Kunst zu Mythen des Alltags im 21. Jahrhundert. Bozen: unibz, 2024, S. 262-257. ISBN 9791298510210.
- Historiografia da Escola de Ulm: um panorama1, in: Rodrigo O. da Silva Paiva, A Escola de Ulm 1953–1968. Curitiba: Appris, 2023, S. 19–26. ISBN 978-6525047270.
- Design & Gestaltung, in: Fritz Frenkler, Sebastian Stadler, Birgit Herbst-Gaebel (Hg.): The State of Design. München 2023, S. 50–55. ISBN 978-3-95884-082-9.
- Designing Design Education: Zur Zukunft der Designlehre, in: swissfuture Magazin für Zukünfte, 50. Jg., Nr. 1–2/2023, S. 52–58. ISSN 1661-3082.
- Hans G. Conrad: aicher in ulm, Verlag der Buchhandlung Walther und Franz König, Köln 2023, ISBN 978-3-7533-0459-5.
- Designstudium Deutschland 2023. Der Beitrag zum Public Value. Design Education in Germany 2023. Contribution to Public Value, hg. von Christoph Böninger, Annette Diefenthaler, Fritz Frenkler und René Spitz für die iF Design Foundation, Stuttgart 2023, ISBN 978-3-89986-392-5.
- Die Doktrin des moralischen Designs: Otl Aicher als Lehrer, in: Winfried Nerdinger, Wilhelm Vossenkuhl (Hg.): Otl Aicher. Designer. Typograf. Denker. München 2022, S. 36–49. ISBN 978-3-7913-7943-2.
- Der Entwurf eines modernen Unternehmens. Otl Aichers Beitrag zum Braun-Design, in: Wu Shuang, Michael Fehr, Hartmut Jatzke-Wigand (Hg.): A Face of Second Modernity: The Braun Design 1951–1957. Hangzhou 2022, S. 180–203. ISBN 978-7-5330-7772-3.
- Hans G. Conrad: Interaction of Albers, Verlag der Buchhandlung Walther und Franz König, Köln 2021, ISBN 978-3-7533-0063-4.
- Designing Design Education. Weißbuch zur Zukunft der Designlehre. Whitebook on the future of design education, hg. von Christoph Böninger, Fritz Frenkler und Susanne Schmidhuber für die iF Design Foundation, Stuttgart 2021, ISBN 978-3-89986-341-3.
- Ulmer Praxis: Revision der Designtheorien an der HfG Ulm (1953–1968), in: Siegfried Gronert, Thilo Schwer (Hg.): Im Zeichen des Bauhauses 1919–2019. Kunst und Technik im Digital Turn. (= Gesellschaft für Designgeschichte, Schriften 3) Stuttgart 2020, S. 82–99. ISBN 978-3-89986-334-5.
- virtues and limitations of otl aicher's design approach, in: Gillermo Zuaznabar (Hg.): otl aicher. architecture and landscape. braun rotis metro bilbao. Bilbao 2020, S. 22–26. ISBN 978-84-17769-69-7.
- 100 Bücher, die alle Designer kennen sollten, hg. von René Spitz und Marcel Trauzenberg, Stuttgart 2019, ISBN 978-3-89986-319-2.
- hfg, in: Frankfurter Allgemeine Magazin, Oktober 2018, S. 56–59.
- Die HfG Ulm und Typografie zur Wissensvermittlung, in: Ulrike Borinski, Rudolf Paulus Gorbach (Hg.): Lesbar. Typografie in der Wissensvermittlung. Zürich 2019, S. 90–102. ISBN 978-3-03863-039-5.
- Formen der Designkritik – Designkritik der form, in: Siegfried Gronert, Thilo Schwer (Hg.): Designkritik: Theorie, Geschichte, Lehre. (= Gesellschaft für Designgeschichte, Schriften 1) Stuttgart 2018, S. 45–56. ISBN 978-3-89986-278-2.
- SYSTEM DESIGN. Über 100 Jahre Chaos im Alltag/Over 100 Years of Chaos in Everyday Life, hg. von Petra Hesse und René Spitz, Köln 2015, ISBN 978-3-9811342-9-2.
- “Design is not a Science”: Otl Aicher's Constitutional Putsch at the HfG Ulm and His Credo for the Social Responsibility of Designers, in Design Issues Winter 2015, Jg. 31, Nr. 1, S. 7–17 (http://www.mitpressjournals.org/toc/desi/31/1).
- HfG Ulm. Kurze Geschichte der Hochschule für Gestaltung/Concise History of the Ulm School of Design, A5/06, hg. von Jens Müller, Zürich 2014, ISBN 978-3-03778-413-6.
- Die Vordenker des nachhaltigen Designs und Die 1930er bis 1970er Jahre. In: Die Geschichte des nachhaltigen Designs, hg. von Simone Fuhs, Davide Brocchi, Michael Maxein, Bernd Draser, Bad Homburg 2013, ISBN 978-3-88864-521-1.
- HfG IUP IFG. Ulm 1968-2008. Hg. vom Internationalen Forum für Gestaltung IFG Ulm unter der Intendanz von Regula Stämpfli. Mit Original-Interviews von Ruedi Baur, Gerhard Curdes, Christopher Dell, Fred Hochstrasser, Bernd Kniess, Siegfried Maser, Ton Matton, Miguel Robles-Duran, Sabine Süß, Regula Stämpfli, Florian Walzel und Alexander Wetzig. Mit einem Text von Peter Sloterdijk. Zweisprachig deutsch/englisch, Ulm 2012, ISBN 978-3-9802864-2-8
- Design: Befehl von ganz unten, 3. Ulmer Gespräch, Ulm 2012, ISBN 978-3-8442-3213-4
- Stühle, wollt Ihr ewig leben?, in ff. 3 Erinnerung, hg. Julia Meer, Sebastian Glück. Wuppertal 2012.
- Träume vom Leben auf Zahnarztstühlen, oder: Der Stuhl vom Designer und das Bild vom Architekten. In: Architektenmöbel von Aalto bis Zumthor/Furniture by Architects from Aalto to Zumthor, hg. von Petra Hesse und Gabriele Lueg, Köln 2012, ISBN 978-3-86335-127-4
- Einführung zu: »Ist das Bauhaus aktuell?« von Tomás Maldonado, erschienen in »ulm« 8/9, 1963. In: Gestaltung denken: Ein Reader für Designer und Architekten, hg. von Thomas Edelmann und Gerrit Terstiege, Basel 2010, ISBN 3-0346-0515-3.
- Lemmata Funktion und Postmoderne, in: Wörterbuch Design: Begriffliche Perspektiven des Design. Hg. von Michael Erlhoff, Tim Marshall. Basel/Boston 2007, ISBN 3-7643-7738-0.
- Werkbund und HfG Ulm. In: Gerda Breuer (Hrsg.): Das gute Leben. Deutscher Werkbund nach 1945. Tübingen 2007, S. 186–195, ISBN 3-8030-3207-5.
- liebes tagebuch · dear diary. Hg. mit Martin Rendel. Stuttgart/London 2006, ISBN 3-936681-09-0.
- Design becomes an issue, in: The Design Journal 3/2005, 2–12.
- die lücke lassen · unfilled gap. Hg. mit Martin Rendel. Stuttgart/London 2005, ISBN 3-932565-51-7.
- Die Verteidigung der kulturellen Freiheit gegen ihre Finanzierer, in: 50 Jahre Stiftung Hochschule für Gestaltung - vormals Geschwister-Scholl-Stiftung. Ulm 2004, 27–43.
- nicht identifiziert · unidentified. Hg. mit Martin Rendel. Stuttgart/London 2004, ISBN 3-932565-40-1.
- blühende lücke · blossming gap. Hg. mit Martin Rendel. Stuttgart/London 2003, ISBN 3-932565-22-3.
- hfg ulm. der blick hinter den vordergrund. die politische geschichte der hochschule für gestaltung ulm 1953-1968. Stuttgart/London 2002, ISBN 3-932565-16-9.
- hfg ulm. The View behind the Foreground. The Political History of the Ulm School of Design 1953-1968. Stuttgart/London 2002, ISBN 3-932565-17-7.
- das weite suchen · expanding the gap. Hg. mit Martin Rendel. Stuttgart/London 2002, ISBN 3-932565-28-2.
- mut zur lücke · daring the gap. Hg. mit Martin Rendel. Stuttgart/London 2001, ISBN 3-932565-22-3.